# Kreis Nordfriesland
Kreis Nordfriesland, (dansk Nordfrisland, nordfrisisk Nordfraschlönj eller Nordfriislon) er en tysk kreis (på dansk nærmest amt) i delstaten Slesvig-Holsten. Kredsen er beliggende i landskabet Nordfrisland og på en del af gesten, nord for Ejderen ved Sydslesvigs vestkyst.
Den nuværende kreis blev dannet efter kommunalreformen i 1970, og omfatter både det nordfrisiske kerneland og dele af den slesvigske gest. Større byer er Husum, Bredsted, Tønning og Vesterland på Sild.

## Byer, amter og kommuner
Kreis Nordfriesland havde den 31. december 2016 165507 indbyggere. (Indbyggertal pr. 2018-12-31
)
Byer og amtsfrie kommuner
| Amtsfrie byer                                                                                     | Amtsfrie byer                                                 | Amtsfrie byer |
| ------------------------------------------------------------------------------------------------- | ------------------------------------------------------------- | ------------- |
| - 1. Frederiksstad (Friedrichstadt), Stadt (2578) - 2. Husum, Stadt (23158) - 3. Reussenkog (320) | - 4. Sild (Sylt) (13595) - 5. Tønning (Tönning), Stadt (4965) |               |

Amter (kommunesammenslutninger) med tilhørende kommuner (* = forvaltningsby)
| - 1. Amt Eiderstedt (11421) 1. Kirchspiel Garding (295) 2. Garding*, Stadt (2764) 3. Grothusen Kog (Grothusenkoog) (24) 4. Katrineherd (Katharinenheerd) (185) 5. Kotzenbøl (Kotzenbüll) (203) 6. Nørre Frederikskog (Norderfriedrichskoog) (54) 7. Oldensvort (Oldenswort) (1262) 8. Østerhver (Osterhever) (210) 9. Poppenbøl (Poppenbüll) (232) 10. Sankt Peter-Ording (3992) 11. Tating (990) 12. Tetenbøl (Tetenbüll) (581) 13. Tømlaus Kog (Tümlauer-Koog) (117) 14. Follervig (Vollerwiek) (209) 15. Velt (Welt) (208) 16. Vesterhever (Westerhever) (95) - 2. Amt Föhr-Amrum (10527) 1. Alkersum (410) 2. Borgsum (332) 3. Dunsum (71) 4. Midlum (435) 5. Nebel (930) 6. Niblum (Nieblum) (569) 7. Nordtorp (545) 8. Øvenum (Oevenum) (459) 9. Oldsum (514) 10. Syderende (Süderende) (182) 11. Yttersum (Utersum) (393) 12. Vitsum (Witsum) (46) 13. Vitydn (Wittdün) (804) 14. Vriksum (Wrixum) (619) 15. Vyk (Wyk)*, Stadt (4218) - 3. Amt Landschaft Sylt (4433) (Administrationsstedet: Sild (Sylt)) 1. Hørnum (Hörnum) (887) 2. Kampen (473) 3. List (1483) 4. Venningsted-Brarup (Wenningstedt-Braderup) (1590) | - 4. Amt Mittleres Nordfriesland (20883) 1. Arenshoved (Ahrenshöft) (516) 2. Almtorp (Almdorf) (561) 3. Bargum (627) 4. Bomsted (Bohmstedt) (774) 5. Bordelum (2004) 6. Bredsted (Bredstedt)*, Stadt (5429) 7. Breklum (2313) 8. Trelstorp (Drelsdorf) (1248) 9. Goldebæk (Goldebek) (357) 10. Goldelund (408) 11. Høgel (Högel) (471) 12. Joldelund (716) 13. Kolkhede (Kolkerheide) (61) 14. Langhorn (Langenhorn) (3280) 15. Lilholm (Lütjenholm) (328) 16. Okholm (Ockholm) (296) 17. Sønnesbøl (Sönnebüll) (291) 18. Strukum (Struckum) (1011) 19. Folsted (Vollstedt) (192) - 5. Amt Nordsee-Treene (23467) 1. Arlevad (Arlewatt) (342) 2. Drage (650) 3. Elisabeth-Sophien-Koog (53) 4. Fresendelf (93) 5. Hatsted (Hattstedt) (2571) 6. Hatsted Marsk (Hattstedtermarsch) (274) 7. Horsted (Horstedt) (790) 8. Hude (178) 9. Koldenbyttel (Koldenbüttel) (916) 10. Mildsted (Mildstedt)* (3863) 11. Nordstrand (2241) 12. Oldersbæk (Oldersbek) (733) 13. Olderup (458) 14. Østerfjolde (Ostenfeld) (1519) 15. Ramsted (Ramstedt) (416) 16. Rantrum (1910) 17. Svavsted (Schwabstedt) (1354) 18. Sæd (Seeth) (763) 19. Simonsberg (831) 20. Sønderhøft (Süderhöft) (14) 21. Sønder Marsk (Südermarsch) (141) 22. Ylvesbøl (Uelvesbüll) (304) 23. Vinnert (Winnert) (709) 24. Visk (Wisch) (103) 25. Vedbæk (Wittbek) (773) 26. Vitsvort (Witzwort) (1032) 27. Vobbenbøl (Wobbenbüll) (436) | - 6. Amt Pellworm (1380) (Administrationsstedet: Husum) 1. Grøde (Gröde) (7) 2. Hoge (Hooge) (92) 3. Langenæs (Langeneß) (139) 4. Pelvorm (Pellworm) (1142) - 7. Amt Südtondern (39581) 1. Agtrup (Achtrup) (1488) 2. Aventoft (448) 3. Bosbøl (Bosbüll) (239) 4. Brarup (Braderup) (657) 5. Bramstedlund (Bramstedtlund) (216) 6. Dagebøl (Dagebüll) (896) 7. Ellehoved (Ellhöft) (105) 8. Embsbøl-Horsbøl (Emmelsbüll-Horsbüll) (867) 9. Enge-Sande (1123) 10. Friedrich Wilhelm Lübke Kog (Friedrich-Wilhelm-Lübke-Koog) (177) 11. Galmsbøl (Galmsbüll) (599) 12. Holm (81) 13. Humtrup (Humptrup) (741) 14. Karlum (218) 15. Klangsbøl (Klanxbüll) (985) 16. Klægsbøl (Klixbüll) (974) 17. Ladelund (1343) 18. Læk (Leck) (7701) 19. Læksgårde (Lexgaard) (50) 20. Nykirke (Neukirchen) (1135) 21. Nibøl (Niebüll)*, Stadt (9882) 22. Risum-Lindholm (3798) 23. Rødenæs (Rodenäs) (402) 24. Spragebøl (Sprakebüll) (247) 25. Stadum (961) 26. Stedesand (879) 27. Sønder Løgum (Süderlügum) (2380) 28. Tinningsted (Tinningstedt) (260) 29. Ophusum (Uphusum) (371) 30. Vestre (Westre) (358) - 8. Amt Viöl (9199) 1. Arenfjolde (Ahrenviöl) (521) 2. Arenfjoldemark (Ahrenviölfeld) (220) 3. Bjerndrup (Behrendorf) (560) 4. Bondelum (161) 5. Haslund (Haselund) (879) 6. Immingsted (Immenstedt) (639) 7. Lyngsted (Löwenstedt)(656) 8. Nordsted (Norstedt) (412) 9. Øster Ørsted (Oster-Ohrstedt) (617) 10. Svesing (Schwesing) (954) 11. Solved (Sollwitt) (290) 12. Fjolde (Viöl)* (2224) 13. Vester Ørsted (Wester-Ohrstedt) (1066) |